# 埃德·沙利文
艾德华·文森·“埃德”·沙利文（英語：Edward Vincent "Ed" Sullivan，1901年9月28日—1974年10月13日），是一名美国娱乐作家兼电视节目主持人。 因主持综艺节目《埃德·沙利文秀》而闻名。这个节目从1948年开始播放到1971年 (共计23年)，是美国电视史上播放时间最久的综艺节目之一，並曾邀請過如貓王、披頭四樂團等知名藝人上節目。
《埃德·沙利文秀》在台灣曾由台視在1969年10月12日至1970年12月27日期間，於每週日18:58-20:00播映。
1996年，沙利文入选《电视指南》杂志「50个最伟大电视明星」。

## 拓展阅读
- Leonard, John, The Ed Sullivan Age, American Heritage, May/June 1997, Volume 48, Issue 3
- Nachman, Gerald, Ed Sullivan, December 18, 2006.
- Maguire, James, Impresario: The Life and Times of Ed Sullivan, Billboard Books, 2006
- Bowles, Jerry,  A Thousand Sundays: The Story of the Ed Sullivan Show, Putnam, 1980
- Barthelme, Donald, "And Now Let's Hear It for the Ed Sullivan Show!" in Guilty Pleasures, Farrar, Straus and Giroux, 1974